# St. Georg (Nonn)
Die katholische Kirche St. Georg befindet sich im Nonner Unterland in Bad Reichenhall. Sie wird von der im Juli 2012 neu gegründeten katholischen Stadtkirche Bad Reichenhall betreut und ist dem hl. Georg geweiht.
Im Volksmund wird sie meist einfach nur Nonner Kircherl genannt.

## Geschichte

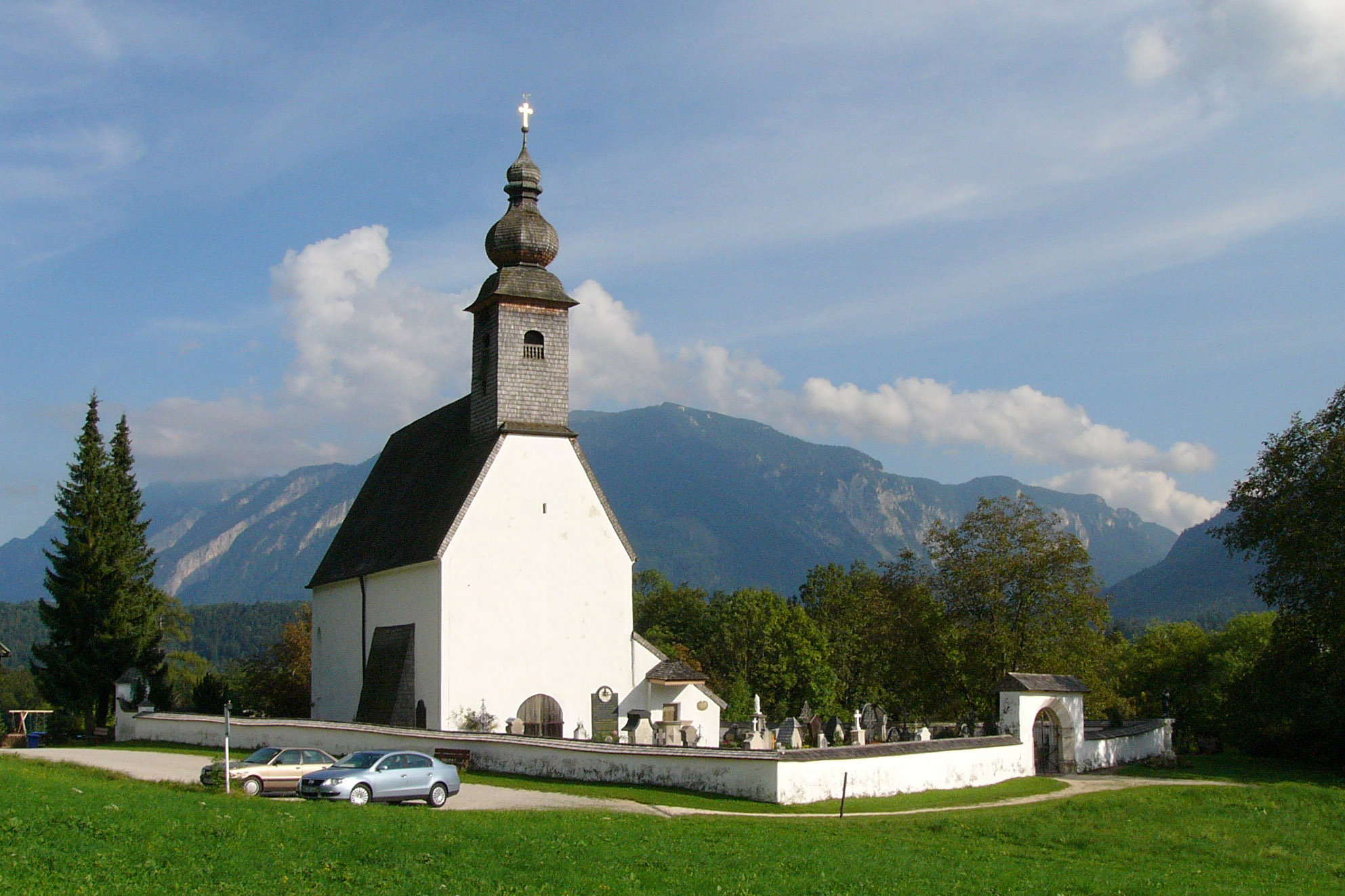
Ansicht von Norden

### Vorgeschichte
Nonn gehörte ebenso wie die Gmain (Bayerisch Gmain und Großgmain) zu den früheren Höhensiedlungen oberhalb von Reichenhall. Damals floss die Saalach noch in mehreren Armen durch den Talkessel und machte das heutige Stadtgebiet zu großen Teilen unbewohnbar. Prähistorische Funde und die urkundliche Nennung im 8. Jahrhundert als villa lassen erahnen, dass hier und in Gmain jene Leute wohnten, die zur Saline in Reichenhall gehörten. Die Kirche St. Martin wurde spätestens im 8. Jahrhundert als Holzbau errichtet und war damals schon mit dem Begräbnisrecht ausgestattet.

### Kirchenpatron
Nach der Auflassung der Kirche am Kirchberg übertrug man wohl im 15. Jahrhundert das dortige Patrozinium des St. Georg auf die St.-Martins-Kirche in Nonn.

### Neubau
Der ursprüngliche Holzbau wurde im 12. Jahrhundert durch einen romanischen Saalbau ersetzt und um 1500 erhöhte man das Langhaus und zog anstelle der Holzflachdecke ein gotisches Sternrippengewölbe ein. Im Osten wurde die Kirche durch einen gotischen Chor und nach Westen um ein Joch erweitert. 1692 folgte eine Renovierung. 1751 wurde das gotische Sterngewölbe entfernt und mit Stuck überkleidet, eine Kanzel und eine Stuckbrüstung der Orgelempore im Rokokostil errichtet. Der gotische Schnitzaltar von 1513 blieb unverändert erhalten. 1781 wurde ein Kreuzweg eingesetzt, der 1867 durch einen „zeitgemäßen“ von Carl Rudholzner ersetzt wurde. 1875 wurden der Chorraum regotisiert, eine Wandverkleidung mit Chorstühlen angebracht und vier Bleiglasfenster durch die Hofmalereianstalt Zettler aus München eingesetzt. Man vergrößerte die Sakristei und schuf damit auch im Paramentenraum im ersten Stock eine Art Oratorium. 1887 wollte man anstatt des Dachreiters einen eigenständigen Turm errichten und die Kirche mit Schiefer eindecken. 1896 bis 1898 wurde das Langhaus gegen starken Widerstand der staatlichen Behörden regotisiert, mit Neutünchung des Innenraums und Beseitigung des blauen Sternenhimmels im Chor. Die Stuckemporenbrüstung wurde entfernt, die Rokokokanzel dagegen verblieb in der Kirche. 1978 wurde die Kirche zuletzt renoviert.

## Beschreibung

### Äußeres
Die Kirche zeigt sich als schmaler, hochgezogener und geschlossener Baukörper mit westlichem Dachreiter und doppelt abgesetzter Zwiebelhaube. Dem Südeingang ist eine Vorhalle mit Seitenkapellen vorgelagert, daran schließt sich der Sakristeistock aus dem 19. Jahrhundert an.

### Inneres
Der romanische Kernbau ist mit gotischen Anbauten verschmolzen. Der Innenraum ist von der Regotisierung geprägt, die ursprünglichen gotischen Raumverhältnisse (Langhaus mit drei Jochen, Chorraum mit einem Joch und Fünfachtelschluss) sind dadurch jedoch nicht wesentlich beeinträchtigt. An der Südseite ist eine romanische Fensteröffnung wieder freigelegt, die Nordwand des Langhauses hat keine Fenster, der Chor dagegen vier, das fünfte in der Mittelachse ist vermauert.

## Ausstattung

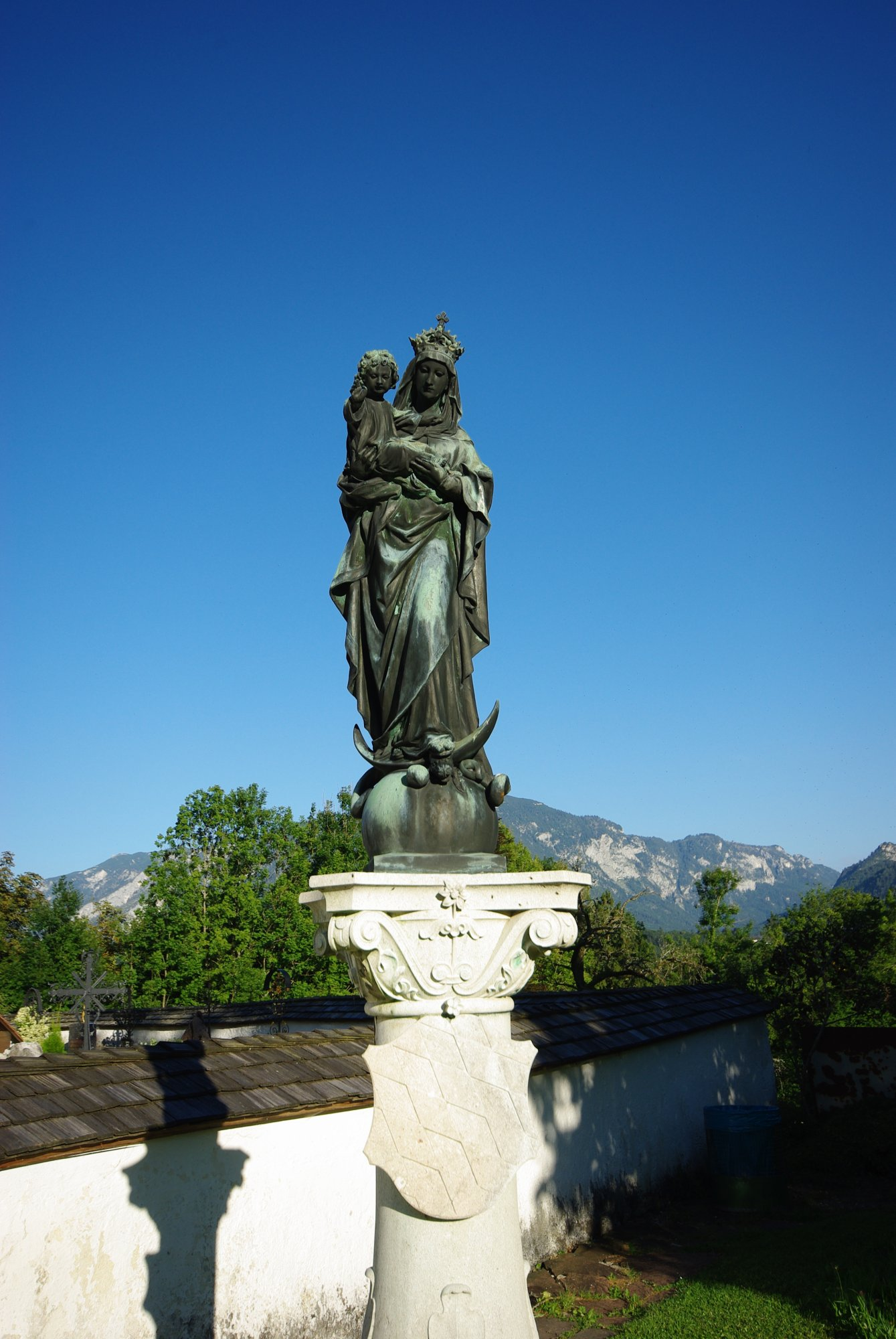
Marienstatue

Vor dem großen Friedhofstor im Westen steht auf einem Marmorsockel eine von Paul Sayer geschaffene Bronzestatue der Maria mit Kind, die 1895 von Ferdinand von Miller gegossen wurde. Am südlichen Anbau ist außen eine Steinkanzel aus dem Anfang des 17. Jahrhunderts mit Holzschalldeckel angebracht. Die Totenkapelle ist heute eine Kriegergedächtnisstätte für die Gefallenen der beiden Weltkriege mit einem Fresko von Georg Gschwendner. Links neben dem Südeingang ist ein mittelalterlicher Schalenstein mit sieben Mulden erhalten.
Im Innenraum steht ein gotischer Flügelaltar aus der Werkstatt des Meisters Gordian Guckh aus Laufen von 1513. Geschlossen zeigt der Altar Christus am Ölberg, Kreuztragung, Kreuzigung und Auferstehung, seitlich die Standfiguren der Heiligen Florian (links) und Georg (rechts). Die geschlossene Predella trägt auf vier Flügeln Augustinus, Ambrosius, Hieronymus und Gregor. Die beiden Letztgenannten wurden im 19. Jahrhundert hinzugefügt. Geöffnet zeigt der Mittelschrein den Kirchenpatron in glänzender Rüstung, zu seiner Rechten St. Martin, gegenüber der hl. Ulrich, auf den Flügeln Malerei auf Goldgrund: Verkündigung, Geburt Christi, Huldigung der Weisen und Heimgang Mariens. Die offene Predella zeigt außen zwei Anbetungsengel und innen zwei Engel mit den Leidenswerkzeugen. Im Gesprenge ist das Kreuz, darunter sind Maria, Johannes und Maria Magdalena, seitlich die hl. Bischöfe Zeno (links) und Augustinus (rechts) zu sehen. An der Rückseite sind fünf Medaillons in gotischem Rankwerk angebracht: in der Mitte St. Georg zu Pferd in einer aufwendigen Landschaft, zudem Johannes, Matthäus, Markus und Lukas.
Zwei Chorfenster zeigen Szenen des Marienlebens, links die Begegnung mit Elisabeth (Mariä Heimsuchung) und die Vermählung mit Josef, rechts die Flucht nach Ägypten und die Rückkehr nach Nazareth.
An der Nordwand hängt ein Tafelbild der Freuden Maria von 1470 aus der Hand des Meisters von Liefering. Zwei kleine Figuren am Chorbogen stellen den hl. Pantaleon und vermutlich den hl. Vitus dar.
Die Kanzel ist der letzte Rest der Rokokoausstattung von 1751 mit Stuckaturen aus Laub- und Bandelwerk mit Muschelmotiven, gegenüber ein Kreuz, das früher am Friedhof stand.
Den Kreuzweg von 1867 malte der Reichenhaller Carl Rudholzner nach dem Vorbild des Wieners Josef v. Führig.
Im zweiten Joch an der Nordwand erinnert das große Votivbild von Ludwig Glötzle aus München an die Gefallenen der Gemeinden Nonn und Karlstein im Ersten Weltkrieg.
Die Orgel von 1950 mit sieben Registern von Julius Zwirner aus München steht auf einer Empore von 1898.

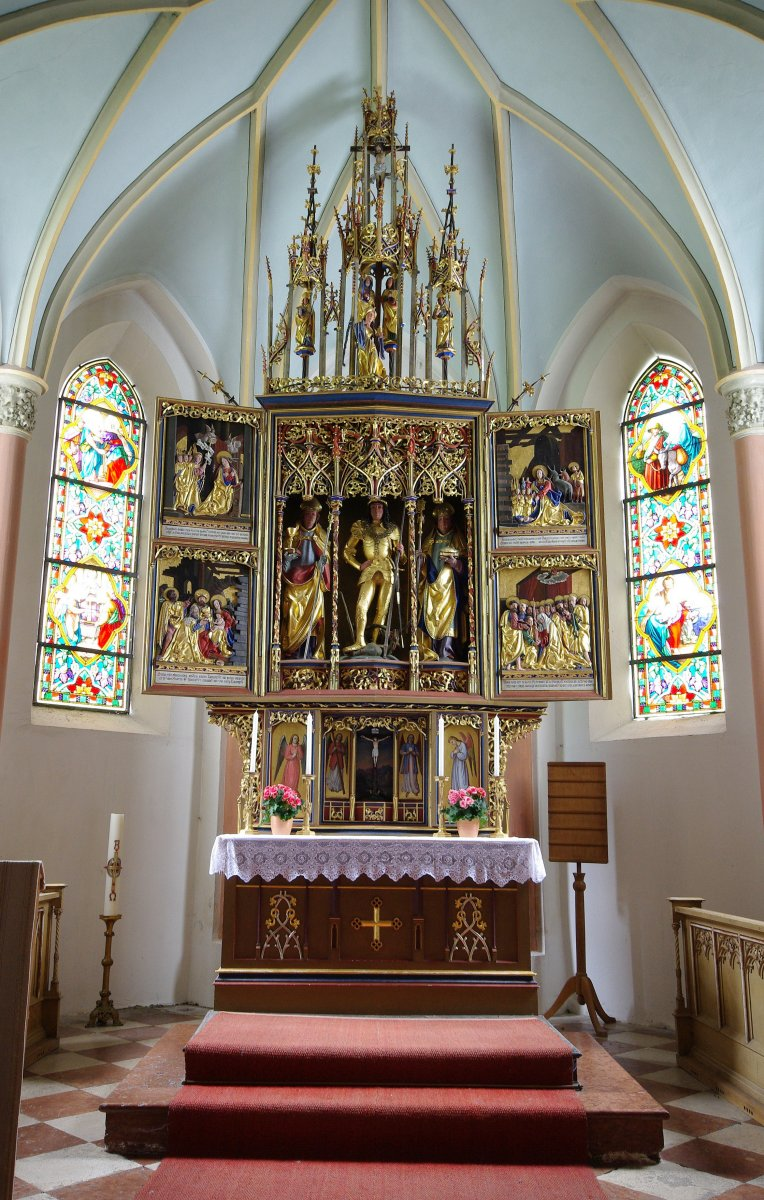
Altar
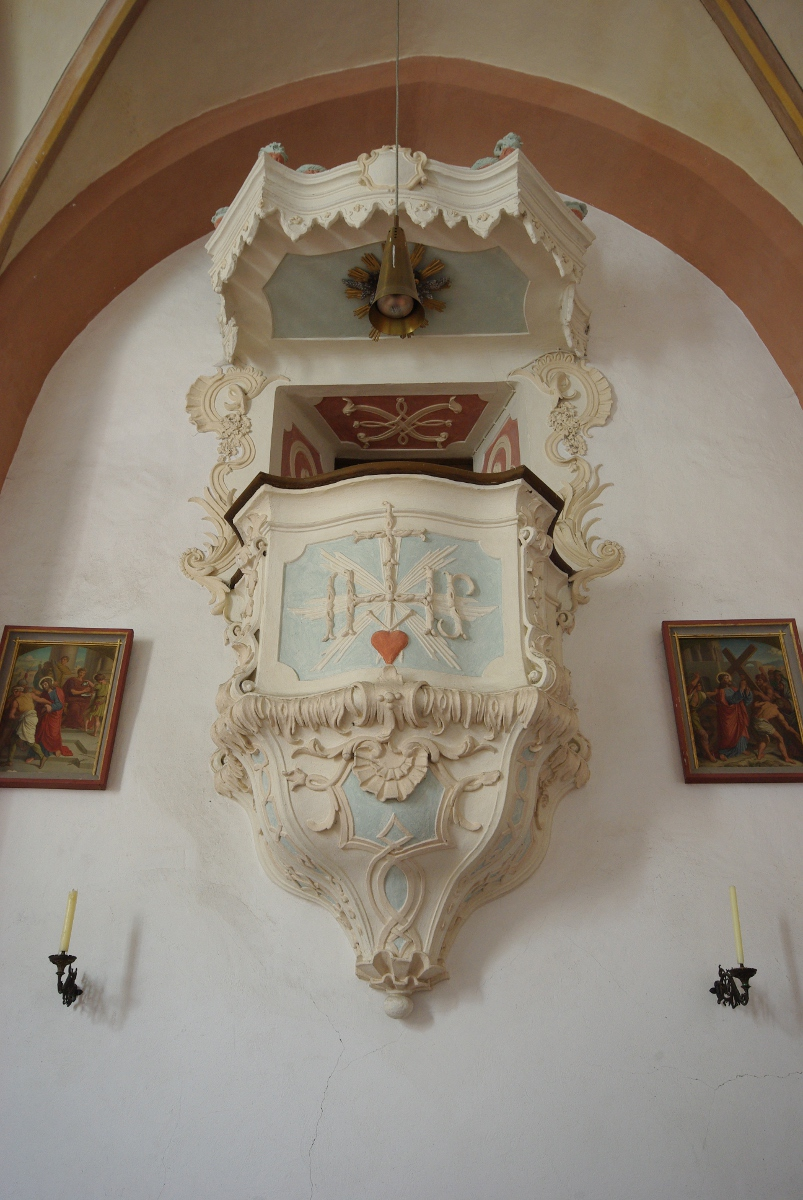
Kanzel
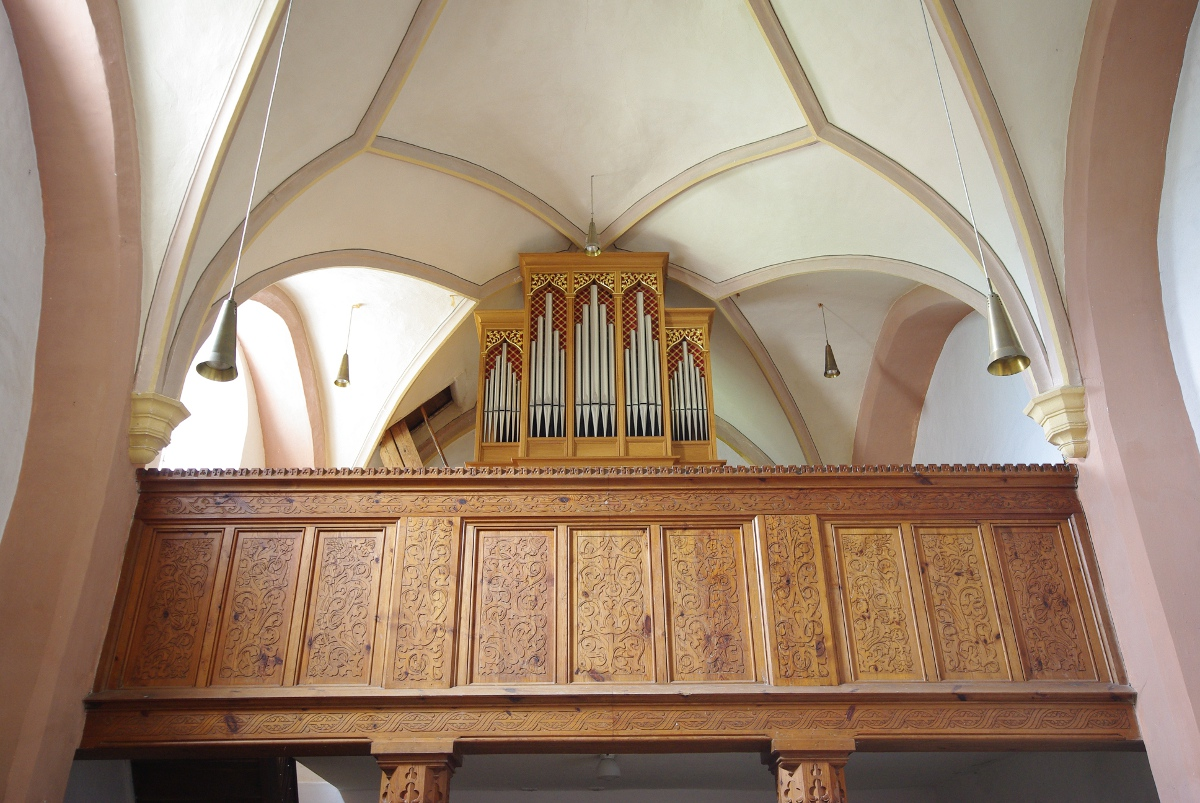
Orgel
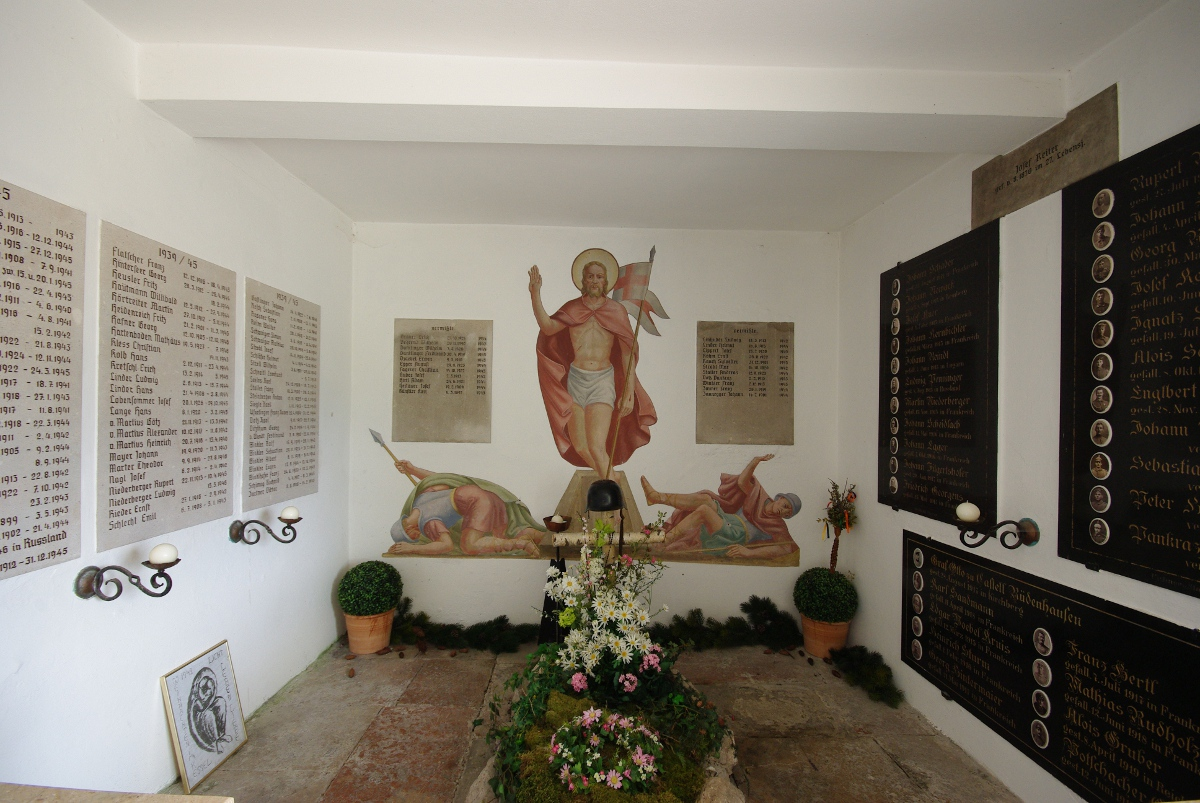
Vorhalle, östliche Kapelle
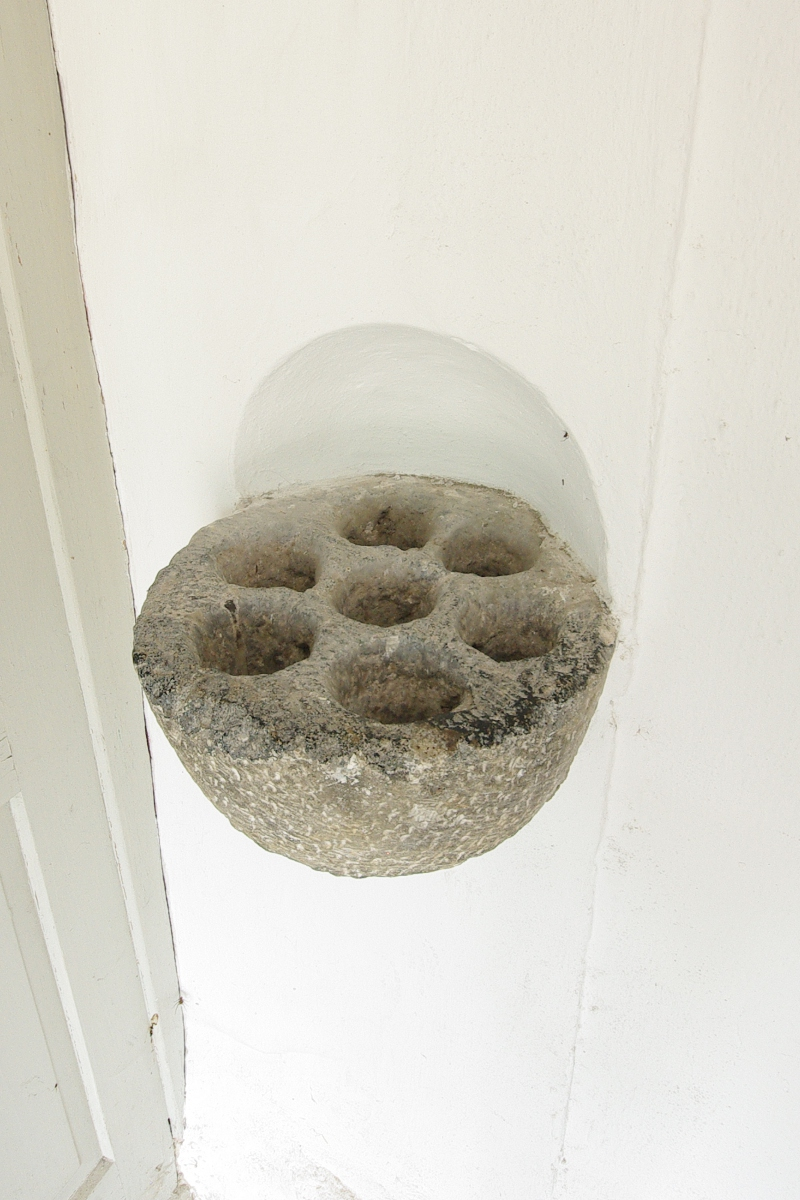
Schalenstein, links vom Seitenportal

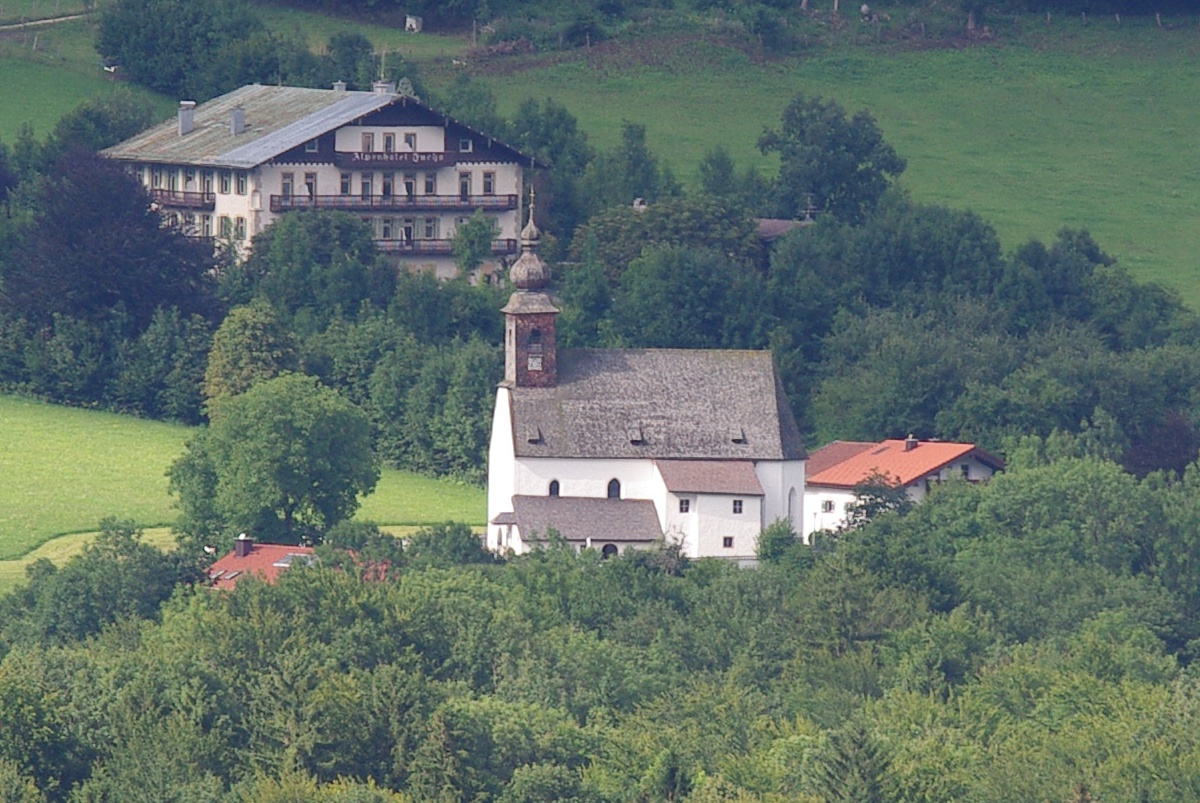
Bild vom Müllnerhorn aus

## Heutige Nutzung
St. Georg wird von der neu gegründeten katholischen Stadtkirche Bad Reichenhall betreut. Infolge des Priestermangels wird derzeit (2012) nur einmal wöchentlich eine Messe gehalten. Die Kirche wird gern für Hochzeiten und Taufen genutzt und im Wechsel mit der Pankrazkirche wird an Weihnachten die Christmette gefeiert.